# Pampa del Tamarugal
La pampa de Tamarugal (Plateau du Tamarugal) est un désert intérieur situé dans la région de Tarapacá au nord du Chili. C'est une partie du désert aride d'Atacama.

## Géographie
La pampa del Tamarugal s'étend en une bande continue d'orientation nord-sud sur une superficie estimée à 17 253 km2. Elle est limitée à l'ouest par la ligne d'altitude de 600 m dans la cordillère côtière des Andes centrales et à l'est par la ligne d'altitude de 1 500 m dans la précordillère andine. Au nord, elle s'étend jusqu'à la pampa de Tana, non loin de Pisagua, et au sud jusqu'au Río Loa.
Dans la pampa del Tamarugal se trouve une série de lits de rivières asséchés. On y trouve même parfois des forêts d'arbres tamarugo (Prosopis tamarugo). Ces arbres, qui ressemblent à des acacias, ont des racines qui peuvent atteindre 40 mètres de profondeur.

## Tourisme
La réserve naturelle Reserva Nacional Pampa del Tamarugal se trouve à environ 70 km à l'est d'Iquique, près des villes de Pozo Almonte et Huara. Elle couvre environ 1.022 km². Outre le désert d'Atacama, les lacs salés, les volcans, les geysers et les anciennes installations d'extraction de salpêtre constituent les principales attractions.
Les Usines de salpêtre de Humberstone et de Santa Laura se trouvent à 50 km à l'est d'Iquique. Elles sont inscrites au patrimoine mondial de l'UNESCO et sur la liste du patrimoine mondial en péril en 2005. Elles quittent cette deuxième liste en 2019.

## Source
- Une géographie du Chili, J. Borde et R. Santana-Aguilar, Le Chili, la terre et les hommes.